# Grofija Foix
Grofija Foix (francosko Comté de Foix, izgovorjeno [fwa]; okcitansko Comtat de Fois) je bil neodvisen srednjeveški fevd v južni Franciji, pozneje pa tudi francoska provinca, katere ozemlje je približno ustrezalo vzhodnemu delu sodobnega departmaja Ariège (zahodni del Ariège je bil Couserans).
V srednjem veku so v grofiji Foix vladali grofje Foix, katerih grad je bil nad mestom Foix. Leta 1290 so grofje Foix pridobili vikontijo Béarn, ki je postala središče njihove domene, od takrat so grofje Foix redko prebivali v grofiji Foix, raje v bogatejši in močnejši Béarn.
Grofija Foix je bilo neodvisen fevd francoskega kraljestva in je bilo sestavljeno iz strnjenih manjših posesti, ki so jim vladali gospodje, ki so imeli, čeprav podrejeni grofom Foix, nekaj vpliva v grofiji.
Deželni svet grofije, zakonodajni organ, ki ga je mogoče zaslediti do 14. stoletja, je bil sestavljen iz treh redov in je imel veliko moči. V 17. in 18. stoletju je Foix oblikoval enega od triintridesetih gouvernement Francije ali vojaških območij Francije in ohranil svoj deželni svet do francoske revolucije. Leta 1790 so ga združili s Couseransom, da bi oblikovali departma Ariège.
Grofija Foix, kot je obstajala tik pred francosko revolucijo, je imela površino 2466 km².
Po popisu leta 1999 je na ozemlju nekdanje pokrajine okrožja Foix živelo 76.809 prebivalcev, kar pomeni gostoto le 32 na km². Največja mestna predela sta bila Pamiers, leta 1999 17.715 prebivalcev in Foix, leta 1999 10.378 prebivalcev.

## Zgodovina

### Rodbina Foix
Grofija Foix je cvetela od 11. do 15. stoletja. Sprva so bili fevdalci grofov v Toulousu in grofov Barcelone, a so po porazu v albižanski križarski vojni uspeli vzpostaviti svoje neposredno vazalstvo pri francoskem kralju.
V 13. in 14. stoletju so se grofje Foix uvrstili med najmočnejše francoske fevdalne plemiče. Živeli so na mejah Francije in imeli stalno interakcijo s kraljestvom Navarra ter pogosto komunikacijo z Anglijo prek Gaskonje in Akvitanije; bili so naklonjeni uveljavljanju neodvisnosti in so delovali bolj enakovredno kot pa vzdrževani člani kraljev Francije.
Naslov grof Foixa je najprej prevzel Roger Foix (umrl približno 1064), sin Bernarda Rogerja Couseranškega, ki je bil mlajši sin Rogerja I. de Comingesa, grofa Carcassonna, de Couseransa et de Razés, ko je je podedoval mesto Foix in sosednje dežele, ki so bile do tedaj del grofije Carcassonne.
Njegov vnuk Roger II. je sodeloval v prvi križarski vojni leta 1095 in ga je potem papež Pashal II. izobčil zaradi zasega cerkvene lastnine. Pozneje je jezo cerkve pomiril z bogatimi donacijami in ko je leta 1125 umrl, sta ga nasledila njegov sin Roger III. in njegov sin Roger Bernard I.
Edini sin Roger-Bernarda, Rajmond Roger, je leta 1190 v Palestino spremljal francoskega kralja Filipa Augusta in se odlikoval ob zajetju Acreja. Nato je bil vpleten v albižansko križarsko vojno, kjer je branil katare in ko so ga obtožili krivoverstva, je njegove dežele dobil Simon de Montfort, peti grof Leicesterski. Rajmond Roger se je sprijaznil s Cerkvijo in si povrnil posestva pred smrtjo leta 1223. Bil je zaščitnik provansalskih pesnikov in sam pesnik.
Nasledil ga je njegov sin Roger Bernard II. Veliki, ki je pomagal Rajmondu VII., grofu Toulousškemu in katarom pri njihovem odporu do francoskih kraljev,  Ludvika VIII. in Ludvika IX.. Dvakrat je bil  izobčen, umrl je leta 1241.
Njegovega sina Rogerja IV., ki je umrl leta 1265, je nasledil njegov sin, Roger Bernard III., ki je bil bolj znan kot pesnik kot bojevnik, je bil zaprt pri Filipu III. in Aragonskemu Petru III.. Poročil se je z Marguerito, hčerko in dedinjo Gastona VII., vikonta Béarnskega in je od svojega tasta leta 1290 podedoval Béarn in Nébouzan, kar je privedlo do izbruha dolgega prepira med hišama Foix in Armagnac
Od leta 1278 so bili grofje Foix in njihovi pravni nasledniki tudi so-princi Andore.

### Rodbina Foix-Béarn
Prepir se je nadaljeval pod sinom in naslednikom Rogerja Bernarda, Gastonom I., ki je leta 1302 postal grof Foixa in Béarna. Ker se je Gaston spopadel s francoskim kraljem Filipom IV., in zaradi boja z grofom Armagnac zaprt v Parizu. Hitro si je pridobil svobodo in pospremil leta 1315 kralja Ludvika X. na odpravo v Flandrijo in umrl ob vrnitvi v Francijo istega leta.
Njegov najstarejši sin Gaston II. se je z rodbino Armagnac pomiril in sodeloval v različnih vojnah tako v Franciji kot v Španiji, umrl je v Sevilji leta 1343, ko ga je nasledil njegov mladoletni sin Gaston III.
Gaston III. (1331-1391), imenovan Feb, latinska različica Apolona, zaradi svoje lepote je bil najbolj znan član rodbine Foix-Béarn. Tako kot njegov oče je pomagal Franciji v njenem boju proti Angliji in skrbel za obrambo meja Gaskonje.
Ko se je francoski kralj Ivan II. Francoski zavzel za grofa Armagnaca, je Gaston zapustil službo in se odpravil v boj proti poganom Prusije. Ob vrnitvi v Francijo okrog leta 1357 je rešil nekaj plemenitih dam pred napadi privržencev Jacquerie pri Meauxu in bil kmalu v vojni z grofom Armagnac.
Med tem bojem je napadel tudi grofa Poitiersa, kraljevega zastopnika v Languedocu, vendar je zaradi posredovanja papeža Inocenca VI. leta 1360 z grofom sklenil mir. Gaston pa se je še naprej bojeval proti grofu Armagnacu, ki je bil leta 1362, ko je bil poražen, prisiljen plačati odkupnino. Ta vojna je trajala do leta 1377.
V začetku leta 1380 je bil grof imenovan za guvernerja Languedoca, ko pa je pozneje istega leta Karel VI. nasledil Karla V., je bilo to imenovanje preklicano. Odklonil je upoštevanje kraljevega ukaza in se je, s podporo Languedoca, Gaston približno dve leti boril proti Ivanu, vojvodi Berryja, ki je bil izbran za njegovega naslednika.
Ko je bil v bitki premagan, je boj opustil in se umaknil na svoja posestva, pri čemer je ostal nevtralen in neodvisen. Nato je bival v Orthezu, glavnem mestu Béarna. Leta 1348 se je Gaston poročil z Agnes, hčerko Filipa, grofa Evreuxa (umrl 1343) z ženo Jeanne II., kraljico Navarre. Agnes, s katero se je ločil leta 1373, je imel edinega sina Gastona, za katerega pravijo, da ga je njegov stric Karel II. Navarrski spodbudil, da je zastrupil očeta in leta 1381 dočakal njegovo smrt. ubil ga je oče; to je račun, ki ga je predstavil Froissart.
Gaston ni bil brez okusa do umetnosti in literature. Obstaja več lepih rokopisov, ki so bili izdelani po njegovih ukazih, sam pa je napisal traktat o lovu, Livre de chasse. Froissart, ki daje grafični opis njegovega dvora in načina življenja v Orthezu v Béarnu, z navdušenjem govori o Gastonu in pravi: »Nikoli nisem videl takega, kot je on, osebnosti, niti tako poštene oblike, niti tako dobro narejenega in spet, v vsem je bil tako popoln, da ga ni mogoče dovolj pohvaliti«.
Brez zakonitih sinov je Gaston de Foix zlahka prepričal, da je svoje dežele podaril kralju Karlu VI., ki je tako dobil Foix in Béarn, ko je grof umrl v Orthezu leta 1391. Skoraj takoj po Gastonovi smrti je Karel podelil grofijo Foix Mateju, vikontu Castelbona, potomcu grofa Gastona I. iz Foixa. Ko je Matej leta 1398 brez naslednika umrl, sta njegove dežele zasegla grof Archambault iz Graillyja in Captal de Buch, mož Matejeve sestre Isabelle (umrla 1426), ki je bil leta 1401 potrjen kot zakoniti grof Foix.

### Rodbina Foix-Grailly
Najstarejši Archambaultov sin Janez (približno 1382-1436), ki je leta 1412 nasledil očetove dežele in naslove, se je leta 1402 poročil z Jeanne, hčerko Karla III., kralja Navarre. Medtem ko je služil francoskemu kralju v Guyennu in aragonskemu kralju na Sardiniji, je Janez postal kraljevi zastopnik v Languedocu, ko je znova izbruhnil stari prepir med Foixom in Armagnacem. Med bojem med burgundsko stranko in Armagnaci je zaintrigiral z obema, posledično mu Douphin, poznejši kralj Karel VII., ni več zaupal. Ko je leta 1423 Karel VII. postal kralj, se je vrnil k svoji nekdanji vernosti in postal kraljev zastopnik v Languedocu in Guyennu. Nato je pomagal pri zatiranju roparskih tolp, ki so uničevale Francijo, se boril za Aragonijo proti Kastiliji in pomagal bratu, kardinalu iz Foixa, da je zatrl upor v Aragoniji.
Peter, kardinal Foixa (1386–1464), je bil peti sin Archambaulta Graillyja, je postal leta 1450 nadškof Arlesa. Sodeloval je v boju med rivalskimi papeži ter ustanovil in obdaril Collège de Foix v Toulousu. Naslednji grof je bil Janezov sin Gaston IV. Foix, ki se je poročil z Leonoro (umrla 1479), hčerko Janeza, kralja Aragonije in Navarre. Leta 1447 je kupil vikontski grad Narbonne in je pomagal kralju Karlu VII. v Guyennu, leta 1458 je postal pairie de France. Leta 1455 ga je tast določil za naslednika v Navarri, Ludvik XI. Francoski pa mu je dal grofiji Roussillon in Cerdagne in ga postavil za zastopnika v Languedocu in Guyennu; vendar mu te ugodnosti niso preprečile, da se leta 1471 ne bi pridružil ligi proti Ludviku.
Njegov najstarejši sin Gaston, mož Madeleine, hčere Karla VII. Francoskega, je umrl leta 1470, je dežele dobil njegov vnuk Francis Phoebus (umrl 1483). Francis Phoebus je postal kralj Navarre leta 1479, nasledila pa ga je njegova sestra Katarina (umrla 1517), žena Jeana d'Albreta (umrl 1516).
Mlajši sin grofa Gastona IV. je bil Janez (umrl 1500), ki je od očeta dobil vikontijo Narbonne in se poročil z Marijo, sestro francoskega kralja Ludvika XII. Ob smrti nečaka Francisa Phoebusa leta 1483 je zahteval kraljestvo Navarre proti Jeanu d'Albretu in njegovi ženi Katarini de Foix. Nadaljnji boj je trajal do leta 1497, ko se je Janez odrekel svoji zahtevi. Zapustil je sina Gastona de Foixa (1489–1512), uglednega francoskega generala in hčerko Germaine de Foix, ki je postala druga žena Ferdinanda II. Aragonskega.
Leta 1507 je Gaston zamenjal svoje vikontijo Narbonne s francoskim kraljem Ludvikom XII. za vojvodstvo Nemours in prevzel poveljstvo nad francoskimi četami v Italiji. Potem ko je zasedel Bologno in Brescio, je Gaston aprila 1512 v Raveni naletel na čete Svete lige in sovražnika pobil, a je bil med zasledovanjem ubit.

### Rodbina Albret in rodbina Bourbon
Ko je Katarine, žena Jeana d'Albreta, nasledila svojega brata Francisa Phoebusa, se je hiša Foix-Grailly združila z Albreti in kasneje v Bourbon z Henrikom III. Navarrskim, sinom Antoina de Bourbona in Jeanne d'Albret.
Henrik III. Navarrski je leta 1589 postal francoski kralj Henrik IV.. Leta 1607 je pod francosko krono združil svoje osebne fevde, ki so bili pod francosko suverenostjo (tj. Grofije Foix, Bigorre, Quatre-Vallées in Nébouzan, ne pa Béarn in Spodnja Navarra, ki so bile suverene države zunaj francoskega kraljestva) in tako je grofija Foix postala del kraljeve domene.